# Valentyna Ševčenko (sciatrice)
Valentyna Jevhenivna Ševčenko, accreditata come Valentyna Shevchenko dalla FIS (in ucraino Валентина Євгенівна Шевченко?; Černigov, 2 ottobre 1975), è un'ex fondista ucraina.

## Biografia
Specialista delle lunghe distanze, ha debuttato in campo internazionale ai Mondiali juniores di Breitenwang nel 1994, senza conseguire risultati di rilievo. In Coppa del Mondo ha esordito il 14 gennaio 1995 nella 15 km a tecnica classica di Nové Město na Moravě vinta da Elena Välbe (60ª), ha ottenuto il primo podio il 22 novembre 2003 nella 10 km a tecnica libera di Beitostølen cinta da Kristina Šmigun-Vähi (2ª) e la prima vittoria il 28 novembre successivo nella 10 km a tecnica classica di Kuusamo. Ha vinto, nella stagione 2003-2004, la Coppa del Mondo di distanza e si è piazzata al terzo posto in classifica generale.
In carriera ha preso parte a cinque edizioni dei Giochi olimpici invernali, Nagano 1998 (19ª nella 5 km, 11ª nella 15 km, 14ª nella 30 km, 20ª nell'inseguimento, 9ª nella staffetta), Salt Lake City 2002 (12ª nella 10 km, 21ª nella 15 km, 5ª nella 30 km, 21ª nell'inseguimento), Torino 2006 (21ª nella 10 km, 7ª nella 30 km, 14ª nell'inseguimento, 8ª nella staffetta), Vancouver 2010 (9ª nella 10 km, non conclude la 30 km, 14ª nell'inseguimento, 13ª nella staffetta) e Soči 2014 -occasione in cui ha avuto l'onore di sfilare quale portabandiera della delegazione ucraina durante la cerimonia inaugurale- (24ª nella 10 km, 14ª nella 30 km, 25ª nello skiathlon, 12ª nella staffetta), e a undici dei Campionati mondiali, vincendo una medaglia.
Vive a Brovary, nelle vicinanze di Kiev, è sposata e ha un figlio.

## Palmarès

### Mondiali
- 1 medaglia:
  - 1 bronzo (30 km a Liberec 2009)

### Coppa del Mondo
- Miglior piazzamento in classifica generale: 3ª nel 2004
- Vincitrice della Coppa del Mondo di distanza nel 2004
- 12 podi (individuali[2]):
  - 4 vittorie
  - 6 secondi posti
  - 2 terzi posti

#### Coppa del Mondo - vittorie
| Data             | Luogo   | Paese     | Disciplina |
| ---------------- | ------- | --------- | ---------- |
| 28 novembre 2003 | Kuusamo | Finlandia | 10 km TC   |
| 13 dicembre 2003 | Davos   | Svizzera  | 10 km TC   |
| 25 gennaio 2008  | Canmore | Canada    | 10 km TL   |
| 8 marzo 2008     | Oslo    | Norvegia  | 30 km TL   |

Legenda:

TC = tecnica classica

TL = tecnica libera

#### Coppa del Mondo - competizioni intermedie
- 4 podi di tappa:
  - 1 vittoria
  - 1 secondo posto
  - 2 terzi posti

##### Coppa del Mondo - vittorie di tappa
| Data           | Località      | Nazione | Competizione | Disciplina |
| -------------- | ------------- | ------- | ------------ | ---------- |
| 6 gennaio 2008 | Val di Fiemme | Italia  | Tour de Ski  | 9 km TL PU |

Legenda:

PU = inseguimento

TC = tecnica classica

TL = tecnica libera

### Marathon Cup
- Miglior piazzamento in classifica generale: 7ª nel 2010
- 7 podi:
  - 6 vittorie
  - 1 terzo posto

#### Marathon Cup - vittorie
| Data             | Gara                  | Luogo          | Paese     | Distanza    |
| ---------------- | --------------------- | -------------- | --------- | ----------- |
| 13 dicembre 2009 | La Sgambeda           | Livigno        | Italia    | 42 km TL MS |
| 19 dicembre 2010 | La Sgambeda           | Livigno        | Italia    | 42 km TL MS |
| 22 gennaio 2012  | Dolomitenradrundfahrt | Lienz          | Austria   | 42 km TL MS |
| 12 febbraio 2012 | Transjurassienne      | Lamoura/Mouthe | Francia   | 50 km TL MS |
| 25 febbraio 2012 | Finlandia-hiihto      | Lahti          | Finlandia | 50 km TL MS |
| 13 gennaio 2013  | Jizerská padesátka    | Monti Iser     | Rep. Ceca | 50 km TL MS |

Legenda:

MS = partenza in linea

TL = tecnica libera